# U-17-Fußball-Europameisterschaft der Frauen 2011
Die vierte U-17-Fußball-Europameisterschaft der Frauen wurde in der Zeit vom 28. bis 31. Juli 2011 in Nyon (Schweiz) ausgetragen. Spielort war, wie in den drei Jahren zuvor, das Centre sportif de Colovray. Spielberechtigt waren wiederum Spielerinnen, die am 1. Januar 1994 oder später geboren wurden. Die spanische U-17-Auswahl konnte ihren Titel aus dem Vorjahr erfolgreich verteidigen und wurde zum zweiten Male Europameister in dieser Altersklasse.

## Qualifikation
Die Europameisterschaft wurde in drei Stufen ausgerichtet. In zwei Qualifikationsrunden wurden die vier Teilnehmer an der Endrunde ermittelt.
In der ersten Qualifikationsrunde spielten 40 der 41 gemeldeten Mannschaften in zehn Gruppen zu je vier Mannschaften die Teilnehmer an der zweiten Qualifikationsrunde aus. Innerhalb jeder Gruppe spielte jede Mannschaft einmal gegen jede andere in Form von Miniturnieren. Eine der vier teilnehmenden Mannschaften der jeweiligen Gruppe fungierte als Gastgeber dieses Miniturniers. Ein Sieg wurde mit drei Punkten, ein Unentschieden mit einem Punkt belohnt. Deutschland erhielt ein Freilos.
Die Gruppensieger und die fünf besten Gruppenzweiten qualifizierten sich für die zweite Qualifikationsrunde. Bei der Ermittlung der besten Gruppenzweiten wurden nur die Spiele gegen die Gruppensieger und Gruppendritten berücksichtigt. Die 16 verbliebenen Mannschaften wurden erneut per Los auf vier Gruppen zu je vier Mannschaften aufgeteilt. Der Modus war mit dem der ersten Qualifikationsrunde identisch. Die Gruppensieger der vier Miniturniere qualifizierten sich für die Endrunde.
Die deutsche Mannschaft blieb während der Qualifikation ungeschlagen und ohne Gegentor. In der ersten Qualifikationsrunde erhielt Deutschland ein Freilos. In der zweiten Qualifikationsrunde gewann die deutsche Elf mit 5:0 gegen Finnland, mit 9:0 gegen Russland und mit 3:0 gegen Dänemark.

## Modus
Die vier Mannschaften ermitteln im K.-o.-System den Europameister. Die Sieger der Halbfinale erreichen das Endspiel und spielen den Europameister aus. Die Verlierer spielen um den dritten Platz. Ein Spiel dauert regulär zweimal 40 Minuten. Steht es nach Ende der regulären Spielzeit unentschieden so wird die Partie um zweimal zehn Minuten verlängert. Sollte immer noch keine Entscheidung gefallen sein, fällt die Entscheidung im Elfmeterschießen.

## Finalrunde

### Halbfinale
|               |   |            |                                 |
| 28. Juli 2011 |   |            |                                 |
| Island        | – | Spanien    | 0:4 (0:3)                       |
| 28. Juli 2011 |   |            |                                 |
| Deutschland   | – | Frankreich | 2:2 n. V. (2:2, 1:0), 5:6 i. E. |

### Spiel um Platz 3
|               |   |             |           |
| 31. Juli 2011 |   |             |           |
| Island        | – | Deutschland | 2:8 (0:5) |

Sara Däbritz brachte das deutsche Team in der 12. Minute mit 1:0 in Führung, Lina Magull und Annabel Jäger erhöhten mit jeweils zwei Treffern noch vor dem Halbzeitpfiff auf 5:0. In der zweiten Halbzeit trafen erneut Magull und Jäger sowie Melanie Leupolz. Telma Thrastadróttir konnte für Island zwischenzeitlich auf 6:1 verkürzen, Aldís Kara Lúðvíksdóttir setzte mit ihrem Tor zum 8:2 in der 80. Minute den Schlusspunkt.

### Finale
|               |   |            |           |
| 31. Juli 2011 |   |            |           |
| Spanien       | – | Frankreich | 1:0 (0:0) |

## Schiedsrichterinnen
- Konstantina Mpoumpouri
- Simona Ghisletta

## Die deutsche Mannschaft
Bundestrainer Ralf Peter nominierte für die Endrunde folgenden Kader:
| Nr.        | Name                 | Geburtstag | Verein                 | Spiele | Tore | Rote Karte | Gelb-Rote Karte | Gelbe Karte |
| Tor        | Tor                  | Tor        | Tor                    | Tor    | Tor  | Tor        | Tor             | Tor         |
| ---------- | -------------------- | ---------- | ---------------------- | ------ | ---- | ---------- | --------------- | ----------- |
| 1          | Friederike Abt       | 07.07.1994 | Herforder SV           | 2      | 0    | 0          | 0               | 0           |
| 12         | Meike Kämper         | 23.04.1994 | FCR 2001 Duisburg      | 1      | 0    | 0          | 0               | 0           |
| Abwehr     |                      |            |                        |        |      |            |                 |             |
| 5          | Franziska Bröckl     | 13.06.1994 | FSV Gütersloh 2009     | 2      | 0    | 0          | 0               | 0           |
| 13         | Hanna Kallmaier      | 18.01.1994 | FC Bayern München      | 0      | 0    | 0          | 0               | 0           |
| 4          | Katharina Leiding    | 17.03.1994 | SG Essen-Schönebeck    | 2      | 0    | 0          | 0               | 0           |
| 2          | Sarah Romert         | 13.12.1994 | FC Bayern München      | 1      | 0    | 0          | 0               | 0           |
| 16         | Christina Schedel    | 29.04.1994 | FC Bayern München      | 1      | 0    | 0          | 0               | 0           |
| 3          | Liesa Seifert        | 17.08.1994 | 1. FFC Turbine Potsdam | 2      | 0    | 0          | 0               | 0           |
| Mittelfeld |                      |            |                        |        |      |            |                 |             |
| 17         | Merle Barth          | 21.04.1994 | Bayer 04 Leverkusen    | 1      | 0    | 0          | 0               | 0           |
| 18         | Selina Hünerfauth    | 17.04.1994 | TSG 1899 Hoffenheim    | 0      | 0    | 0          | 0               | 0           |
| 14         | Annabel Jäger        | 06.01.1994 | FSV Gütersloh 2009     | 2      | 4    | 0          | 0               | 1           |
| 8          | Melanie Leupolz      | 14.04.1994 | SC Freiburg            | 2      | 1    | 0          | 0               | 1           |
| 6          | Lina Magull          | 15.08.1994 | FSV Gütersloh 2009     | 2      | 4    | 0          | 0               | 1           |
| Angriff    |                      |            |                        |        |      |            |                 |             |
| 10         | Sara Däbritz         | 15.02.1995 | SpVgg Weiden 2010      | 2      | 1    | 0          | 0               | 0           |
| 7          | Linda Dallmann       | 02.09.1994 | SG Essen-Schönebeck    | 2      | 0    | 0          | 0               | 0           |
| 15         | Jacqueline de Backer | 12.07.1994 | 1. FC Saarbrücken      | 0      | 0    | 0          | 0               | 0           |
| 11         | Fabienne Dongus      | 11.05.1994 | VfL Sindelfingen       | 2      | 0    | 0          | 0               | 0           |
| 9          | Lena Petermann       | 05.02.1994 | Hamburger SV           | 2      | 0    | 0          | 0               | 1           |

## Torschützinnen
| Rang | Spielerin                 | Tore |
| ---- | ------------------------- | ---- |
| 1    | Annabel Jäger             | 4    |
|      | Lina Magull               | 4    |
| 3    | Alexia Putellas           | 2    |
| 4    | Aldís Kara Lúðvíksdóttir  | 1    |
|      | Sara Däbritz              | 1    |
|      | Lydia Belkacemi           | 1    |
|      | Marina García             | 1    |
|      | Claire Lavogez            | 1    |
|      | Melanie Leupolz           | 1    |
|      | Alba Pomares              | 1    |
|      | Telma Þrastardóttir       | 1    |
|      | Glódís Perla Viggósdóttir | ET   |

Torschützenkönigin des Gesamtwettbewerbs wurde  Aldís Kara Lúðvíksdóttir mit insgesamt 12 Toren aus  Qualifikation und Endrunde.